# Muzeum Sztuki Okaszi
Muzeum Sztuki Okaszi (hebr. מוזיאון עוקשי; ang. The Okashi Art Museum) – muzeum sztuki położone na Starym Mieście Akki, w Izraelu. Znajduje się na terenie cytadeli i gromadzi prace izraelskiego malarza Absaloma Okasziego.

## Historia
Izraelski malarz Absalom Okaszi (1916-1980) spędził większość swojego życia w Akce, gdzie założył swoją pracownię malarską. Mieściła się ona w zabytkowym budynku przylegającym od wschodu do cytadeli na Starym Mieście Akki. Okaszi uczył sztuki w większości tutejszych szkół, a także wykładał na Wydziale Sztuki Uniwersytetu Hajfy. W swojej młodości malował abstrakcyjnie. Później skoncentrował się na tematyce związanej z judaizmem, aby przenieść się na nostalgiczne krajobrazy Izraela. Przedmiotem jego prac były także sceny z życia Jezusa Chrystusa.
Gdy w 1980 roku Okaszi zmarł, zgodnie z jego życzeniem warsztat malarski na Starym Mieście Akki został przekazany na rzecz edukacji artystycznej młodych pokoleń. Utworzono tutaj muzeum nazwane od imienia malarza.

## Zbiory muzeum
Muzeum jest galerią sztuki, która w swojej stałej części prezentuje obrazy Absaloma Okaszi. W drugiej części prezentowane są prace nowoczesnej sztuki izraelskiej. Muzeum utrzymuje stały dialog ze współczesnymi malarzami izraelskimi i wystawia ich prace przy różnych okazjach.